# Анна Мария фон Бранденбург-Байройт
Анна Мария фон Бранденбург-Байройт (на немски: Anna Maria von Brandenburg-Bayreuth; * 30 декември 1609, Байройт; † 8 май 1680, Йоденбург, Унгария) от фамилията Хоенцолерн, е принцеса от Бранденбург-Байройт и чрез женитба княгиня на Егенберг.

## Живот
Дъщеря е на маркграф Кристиан фон Бранденбург-Байройт (1581 – 1655) и съпругата му Мария Пруска (1579 – 1649), дъщеря на херцог Албрехт Фридрих и Мария Елеонора фон Юлих-Клеве-Берг.
Анна Мария се омъжва на 19 октомври 1639 г. в Регенсбург за княз Йохан Антон I фон Егенберг (1610 – 1649), херцог на Крумау в Южна Бохемия. Това се случва чрез Кристиан Вилхелм фон Бранденбург. През 1647 г. нейният съпруг е покняжен граф на Градиска.
След ранната смърт на нейния съпруг на 19 февруари 1649 г., Анна Мария, заедно с баща си и Волф фон Щубенберг, води до 1664 г. опекунството и администрацията за нейните малолетни двама сина и за собственостите на Егенбергите. Тогава в Крумау се секат монети с общите образи на двамата ѝ сина.
Анна Мария е член на обществото „Tugendliche Gesellschaft“. Тя е погребана в градската църква в Байройт.

## Деца
Анна Мария фон Бранденбург-Байройт и княз Йохан Антон I фон Егенберг имат децата:
- Мария Елизабет (1640 – 1715), омъжена на 7 февруари 1656 г. за княз Фердинанд Йозеф фон Дитрихщайн (1636 – 1698)
- Йохан Христиан I (1641 – 1710), княз на Егенберг, женен на 21 февруари 1666 г. за принцеса Мария Ернестина фон Шварценберг (1649 – 1719) (Шварценберги)
- Мария Франциска (*/† 1643)
- Йохан Зайфрид (1644 – 1713), княз на Егенберг, женен 1. през 1666 г. за принцеса Мария Елеонора фон и цу Лихтенщайн (1647 – 1704), II. през 1704 г. за графиня Мария Йозефа фон Орсини и Розенберг (1690 – 1715)